# Combat d'Erbach
Deuxième Coalition
Batailles
Guerre de la Deuxième Coalition
- St George's Caye (navale) (09-1798)
- Nicopolis (10-1798)
- Corfou (11-1798)
- Copenhague (navale) (04-1801)
- Algésiras (navale) (06-1801)

Campagne de Hollande
- Callantsoog (08-1799)
- Vlieter (08-1799)
- Zyp (09-1799)
- Bergen (09-1799)
- Alkmaar (10-1799)
- Castricum (10-1799)

Campagne de Suisse
- Ostrach (03-1799)
- Feldkirch (03-1799)
- 1re Stockach (03-1799)
- Frauenfeld (05-1799) (en)
- Winterthour (05-1799)
- 1re Zurich (06-1799)
- Schwytz (08-1799)
- Amsteg (08-1799) (en)
- Saint-Gothard (09-1799)
- 2e Zurich (09-1799)
- Linth (09-1799) (en)
- Muten (10-1799) (ru)
- Engen (05-1800)
- 2e Stockach (05-1800)
- Moesskirch (05-1800)
- Biberach (05-1800)
- Erbach (05-1800)
- Höchstädt (06-1800)
- Ampfing (12-1800)
- Hohenlinden (12-1800)

Campagne d'Égypte
- Malte 1 (06-1798)
- Malte 2 (06-1798)
- Alexandrie (07-1798)
- Chebreiss (07-1798)
- Pyramides (07-1798)
- 1re Aboukir (08-1798)
- Salheyeh (08-1798)
- Malte 3 (09-1798)
- Sédiman (10-1798)
- Caire (10-1798)
- Samanouth (01-1799)
- El Arish (02-1799)
- Syène (02-1799)
- Jaffa (03-1799)
- Saint-Jean-d'Acre (03-1799)
- Mont-Thabor (04-1799)
- 2e Aboukir (07-1799)
- Damiette (11-1799)
- Héliopolis (03-1800)
- 3e Aboukir (03-1801)
- Mandora (03-1801)
- Canope (03-1801)
- Fort Jullien (04-1801)
- Le Caire (06-1801) (en)
- Alexandrie (08-1801)

2e Campagne d'Italie
- Vérone (03-1799)
- Magnano (04-1799)
- Cassano (04-1799)
- Mantoue (04-1799)
- Bassignana (05-1799)
- 1re Marengo (05-1799) (en)
- Modène (06-1799) (en)
- Trebbia (06-1799)
- 2e Marengo (06-1799) (en)
- Novi 1 (08-1799)
- Rome (09-1799)
- Mannheim (09-1799) (en)
- Novi 2 (10-1799) (en)
- Genola (11-1799)
- Gênes (04-1800)
- Sassello (04-1800) (en)
- Fort Bard (05-1800)
- Verceil (05-1800)
- Turbigo (05-1800)
- Montebello (06-1800)
- 3e Marengo (06-1800)
- Pozzolo (12-1800)

Le combat d'Erbach se déroule le 16 mai 1800 à Erbach, au sud-ouest d'Ulm. Les 36 000 Autrichiens commandé par le général Kray y échouent à écraser les 15 000 Français du corps de Sainte-Suzanne.

## Contexte
Du 27 avril au 2 mai 1800, l'armée française commandée par Moreau, forte d'environ 100 000 hommes traverse le Rhin pour se mettre en bataille entre le Danube et le lac de Constance. L'armée autrichienne  commandée par Kray l'affronte le 3 mai à Engen et Stockach mais y est battue. Les Impériaux retraitent alors vers l'Est et sont accrochés à Moesskirch le 5,  et à Biberach le 9. Lorsque les Français atteignent Memmingen, le général Kray, craignant d'être coupé d'Ulm qui lui sert de base d'opération, décide de se regrouper autour de cette ville où le général Sztáray le rejoint depuis le Nord. Moreau continue lui son avance vers l'Est et s'empare d'Augsbourg le 13 mai, laissant le corps de Sainte-Suzanne en couverture sur le Danube à hauteur d'Ulm.
Après d'ultime combat aux abords d'Ulm, le corps de Sainte-Suzanne s'installe sur la rive gauche du Danube, la division Legrand occupant la droite de ce dispositif, autour d'Erbach.

## Déroulement
Le 16 mai à 4h du matin, l'archiduc Jean attaque la division Legrand à la tête de la cavalerie autrichienne, forte au total de 12 000 cavaliers. Les Français sont tout d'abord repousser dans les villages d'Erbach et de Pappelau tandis que l'infanterie autrichienne s'avance entre la Blau et le Danube, dans le but de couper Legrand de son appui au fleuve. Pliant sous les assauts répétés de la forte cavalerie autrichienne, les Français reculent lentement, atteignant Donaurieden et Ringingen, 3 km en arrière, à 9h du matin, puis poursuivent leur repli jusqu'à Dischingen, ce qui permet de resserrer le dispositif français, très allongé en début de journée.
À ce stade, les Autrichiens ont réussi à séparer les divisions Souham et Legrand, ce dernier lance donc son aide-de-camp Laval à la tête de deux compagnies de grenadiers pour s'emparer d'un bois tenu par plus de 1 500 Autrichiens. L'opération réussi, le contact est rétabli entre les différents éléments du corps de Sainte-Suzanne qui se place à la tête d'une brigade pour sécuriser la position enlevée par les grenadiers de Laval.
En début d'après-midi, le corps de Gouvion-Saint-Cyr, resté sur la rive droite du Danube et averti de l'attaque, parvient à prêter main-forte à celui de Sainte-Suzanne en cannonant les escadrons autrichiens depuis les collines qui dominent le Danube à cet endroit. Ne sachant pas l'ampleur des renforts, le commandant autrichien décide de retourner sur Ulm.

## Conséquences
Le général Kray ne renonce pas à forcer le dispositif français et renouvelle son attaque le 24 mai, de nouveau vainement. Les Autrichiens décident alors de se concentrer sur la défense des environs d'Ulm contre les manœuvres de Moreau.